# Bussy-le-Repos (Yonne)
Bussy-le-Repos is een gemeente in het Franse departement Yonne (regio Bourgogne-Franche-Comté) en telt 354 inwoners (2004). De plaats maakt deel uit van het arrondissement Sens.

## Geografie
De oppervlakte van Bussy-le-Repos bedraagt 23,2 km², de bevolkingsdichtheid is 15,3 inwoners per km².
De onderstaande kaart toont de ligging van Bussy-le-Repos (Yonne) met de belangrijkste infrastructuur en aangrenzende gemeenten.

## Demografie
Onderstaande figuur toont het verloop van het inwonertal (bron: INSEE-tellingen).